# Kassemia oculata
Kassemia oculata is een keversoort uit de familie netschildkevers (Lycidae). De wetenschappelijke naam van de soort werd in 1998 gepubliceerd door Ladislav Bocák.